# Schloss Obermurau

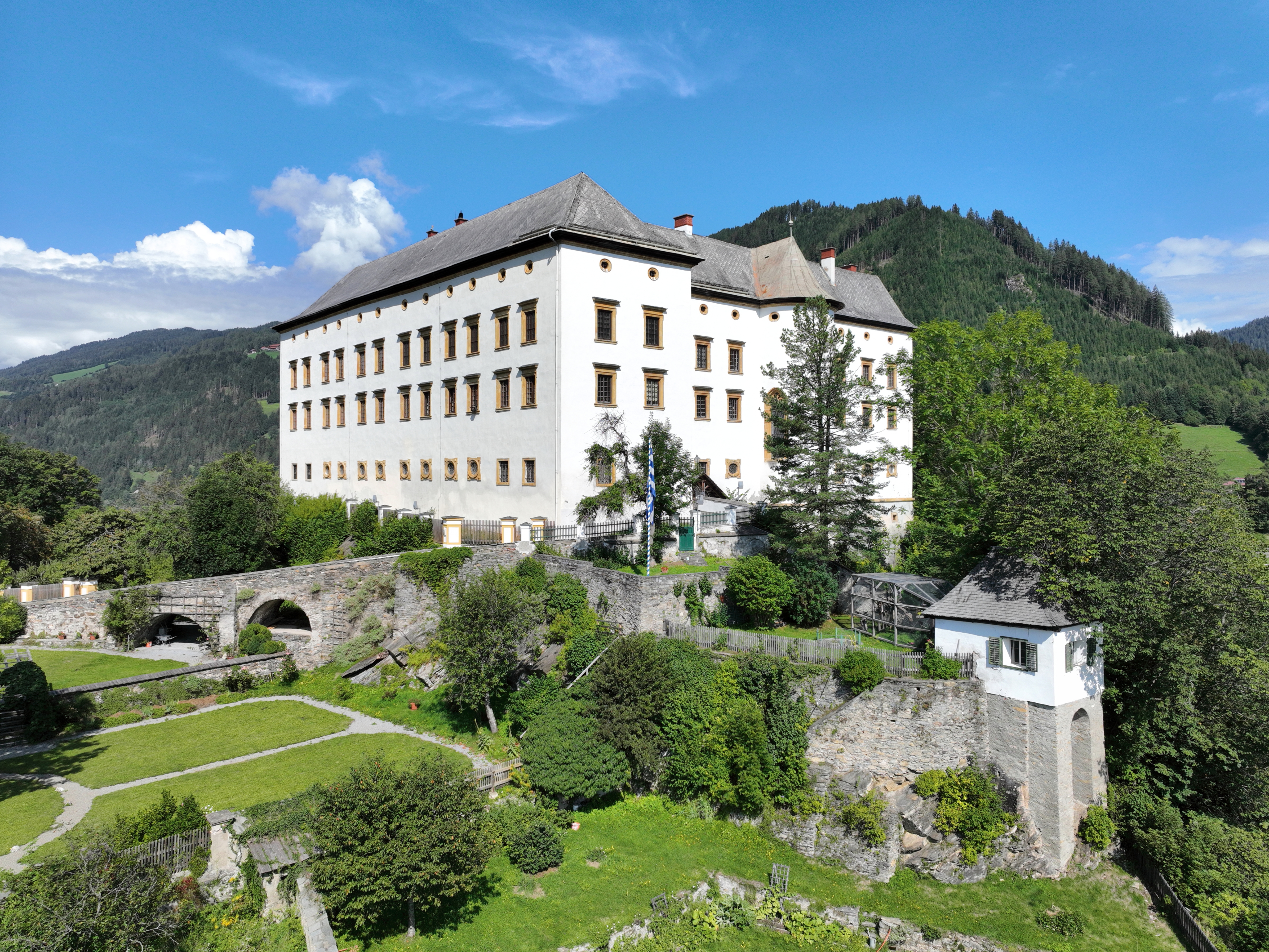
Schloss Obermurau

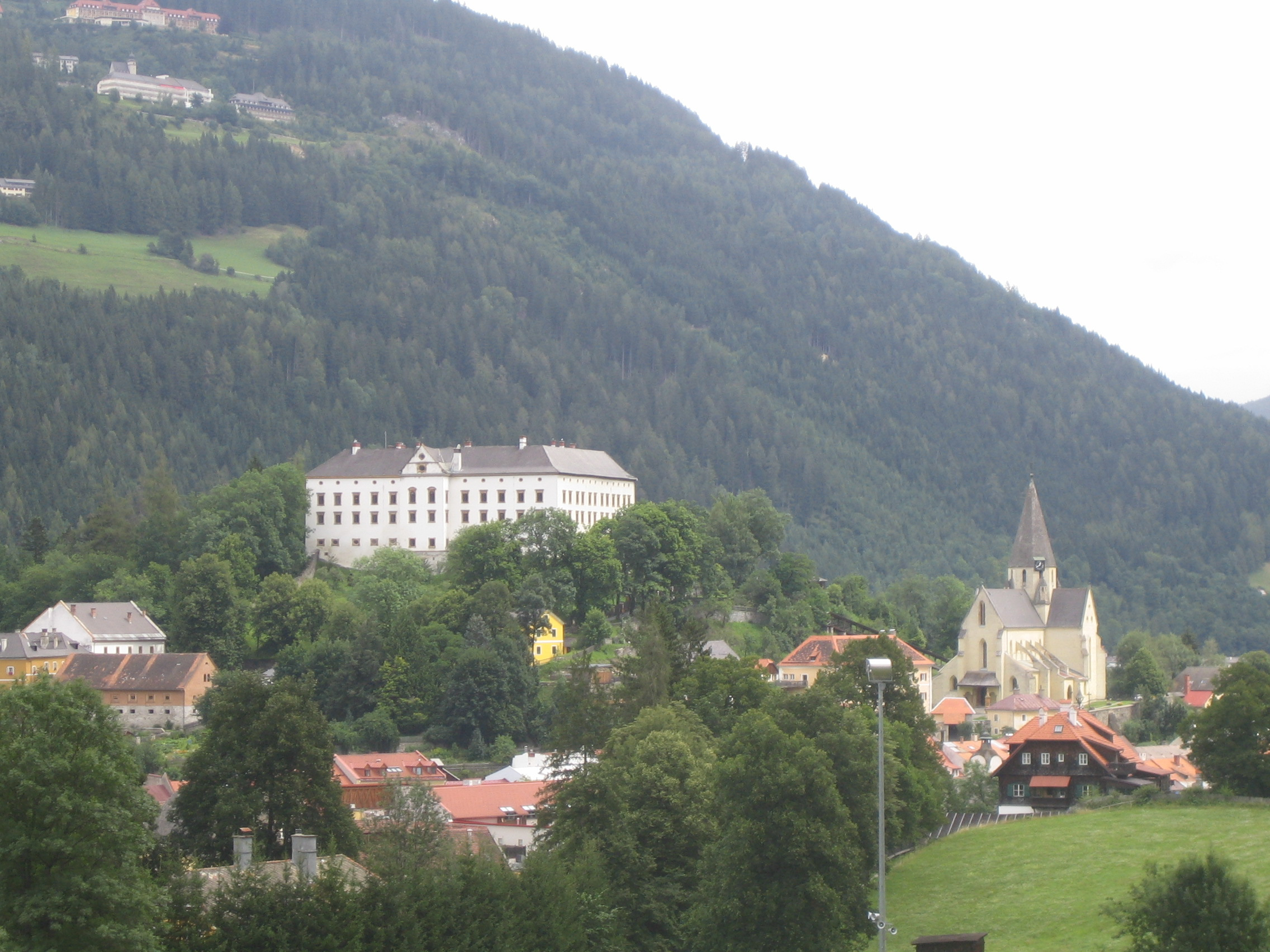
Schloss Obermurau, rechts die Stadtpfarrkirche in Murau

Schloss Obermurau ist eine auf dem Schlossberg von Murau errichtete Schlossanlage. Es liegt in der Obersteiermark in Österreich.

## Beschreibung

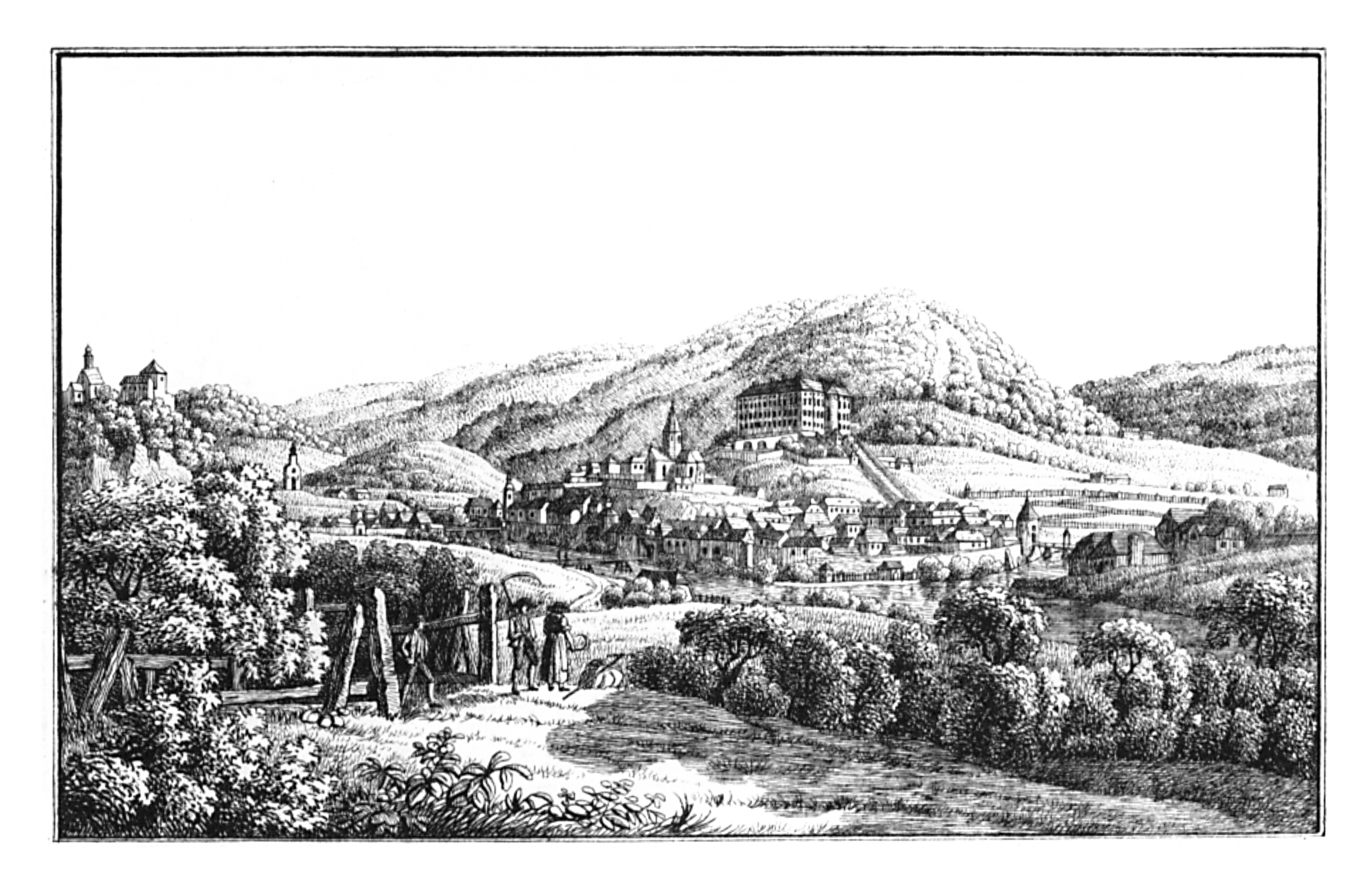
Murau, Schlossberg und Leonhardsberg (links, mit Burg Grünfels, um 1830)

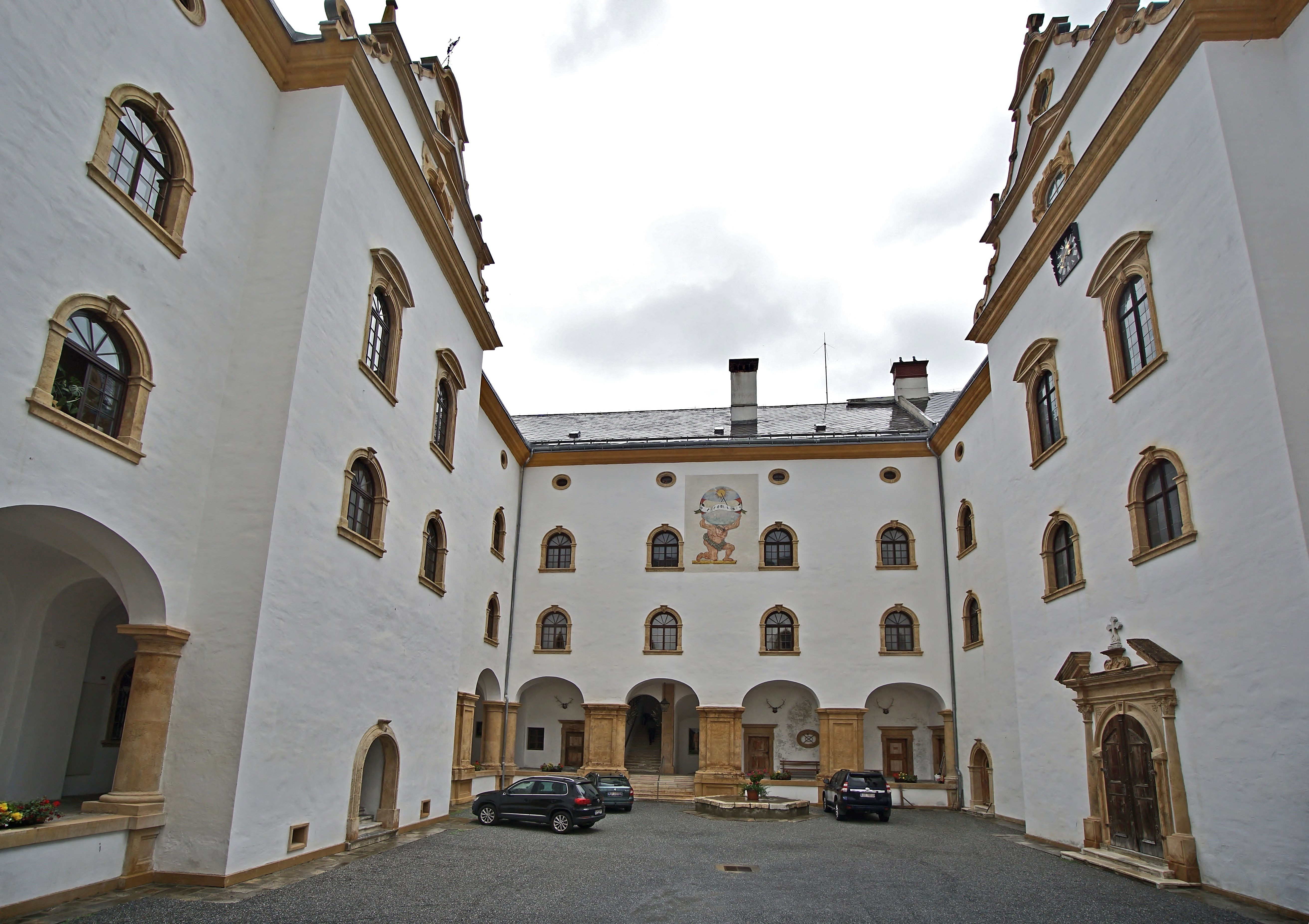
Der Innenhof, rechts die Schlosskapelle

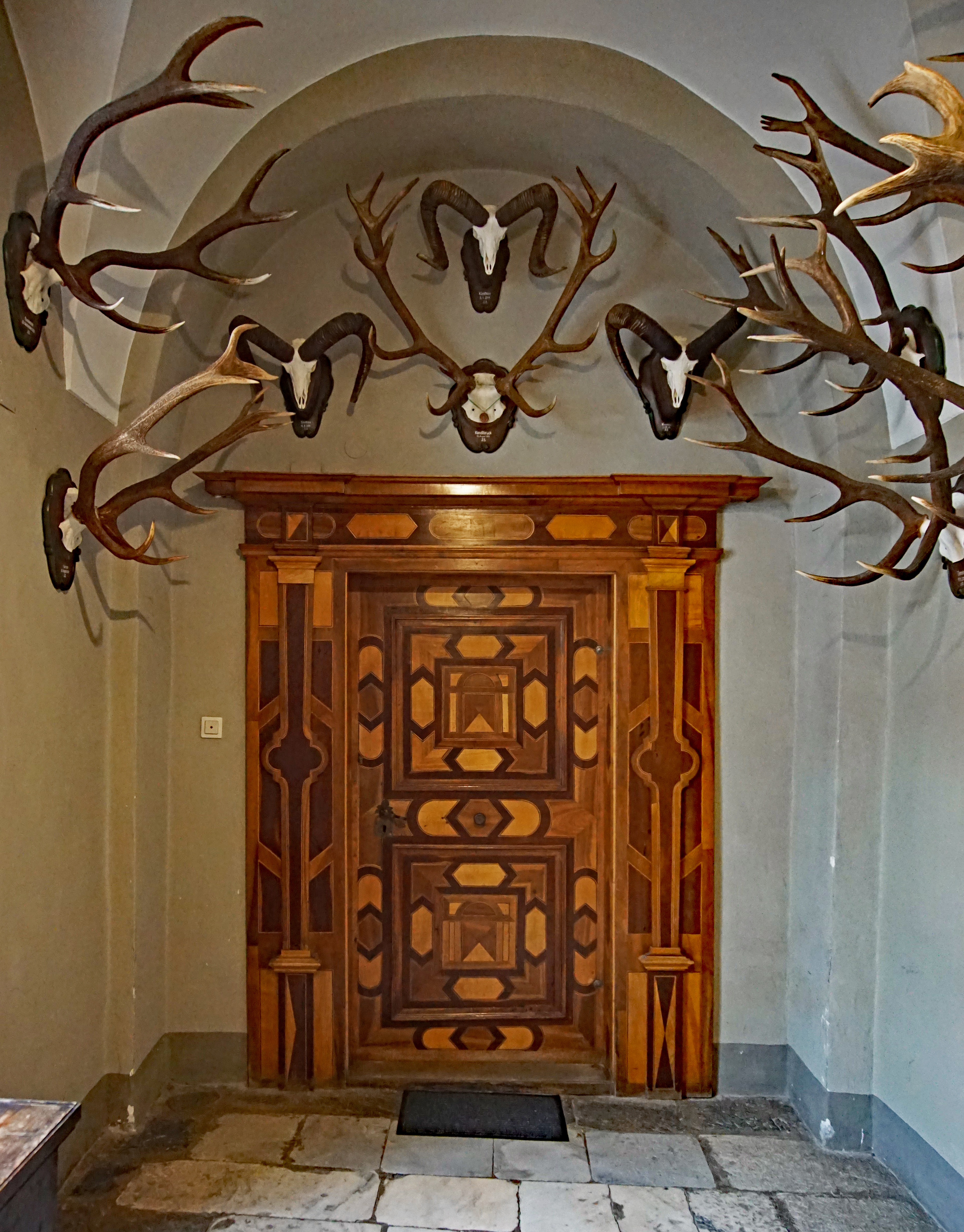
Innenansicht

Ulrich von Liechtenstein, bekannt als Minnesänger, erbaute um 1232 die erste Burg auf dem Murauer Schlossberg. Im Krieg zwischen dem Hause Habsburg und dem böhmischen König Přemysl Ottokar II. 1276–1278 wurde die Burg zerstört. Anschließend wurde sie durch Ulrichs Sohn Otto von Liechtenstein wieder aufgebaut.
Christoph von Liechtenstein war mit der Kaufmannstochter Anna Neumann von Wasserleonburg (25. November 1535 bis 18. Dezember 1623; ihre zweite Ehe) verheiratet, die nach ihrer Heirat das Anwesen von den Geschwistern ihres Mannes kaufte und als Herrin ein halbes Jahrhundert im alten Schloß Liechtenstein zu Murau wohnte. Als er 1580 starb, ging die Herrschaft Murau an die Witwe über. Sie ist eine der bedeutenden Figuren der Murauer Stadtgeschichte. Als 81-Jährige heiratete sie im Jahr 1617 in ihrer sechsten Ehe den damals 31-jährigen Reichsgrafen Georg Ludwig von Schwarzenberg – wobei die Ehe wohl im Sinne einer Adoption im Hinblick auf zukünftige Beerbung geschlossen wurde (zwei Kinder der „Neumannin“ waren vor ihr und kinderlos gestorben, sie selbst also ohne Nachkommen). Nach dem Tod seiner Gemahlin im Jahr 1623 ließ Graf Georg Ludwig die alte Burg abtragen und in den Jahren 1628 bis 1643 das vierkantige, um einen Arkadenhof gelegene Renaissanceschloss erbauen.
Das Schloss Obermurau verblieb bis in die heutige Zeit im Eigentum des im Jahr 1670 vom Kaiser Leopold I. in den Reichsfürstenstand erhobenen Hauses Schwarzenberg.
Heute befindet sich im Schloss neben Privaträumen auch die Forstverwaltung der Familie Schwarzenberg. Allein rund um Murau gehören 18.000 ha Waldfläche zum Besitz der Schwarzenberger, insgesamt sind es 19.000 ha.